# Tarano
Tarano là một đô thị ở tỉnh Rieti trong vùng Latium, có khoảng cách khoảng 50 km về phía bắc của Roma và cách khoảng 25 km về phía tây của Rieti. Tại thời điểm ngày 31 tháng 12 năm 2004, đô thị này có dân số 1.296 người và diện tích là 20,1 km².
Tarano giáp các đô thị: Collevecchio, Forano, Montebuono, Selci, Stimigliano, Torri in Sabina.
to know more http://www.prolocotarano.it Lưu trữ ngày 13 tháng 8 năm 2006 tại Wayback Machine